# Elvin Camalov
Elvin Sərkər oğlu Camalov (ur. 4 lutego 1995 w Qax) – azerski piłkarz grający na pozycji środkowego pomocnika. Od 2021 jest piłkarzem klubu Sabah Baku.

## Kariera klubowa
Swoją karierę piłkarską Camalov rozpoczął w klubie Qəbələ FK. W 2013 roku awansował do kadry pierwszego zespołu i 25 października 2010 zadebiutował w jego barwach w azerskiej Premyer Liqası w wygranym 2:0 domowym meczu z Sumqayıtem FK. W sezonach 2016/2017 i 2017/2018 wywalczył z Qəbələ FK dwa wicemistrzostwa Azerbejdżanu. W klubie tym grał do końca sezonu 2018/2019.
Latem 2019 roku Camalov odszedł z Qəbələ FK do Zirə Baku. Swój debiut w nim zaliczył 18 sierpnia 2019 w przegranym 0:1 wyjazdowym meczu z Səbailem Baku. W Zirə występował przez dwa sezony.
Latem 2021 Camalov odszedł do klubu Sabah Baku w którym swój debiut zanotował 14 sierpnia 2021 w przegranym 0:1 domowym spotkaniu z Səbailem Baku.
| Sezon   | Klub      | Kraj        | Rozgrywki      | Mecze | Gole |
| ------- | --------- | ----------- | -------------- | ----- | ---- |
| 2013/14 | Qəbələ FK | Azerbejdżan | Premyer Liqası | 1     | 0    |
| 2014/15 | Qəbələ FK | Azerbejdżan | Premyer Liqası | 31    | 0    |
| 2015/16 | Qəbələ FK | Azerbejdżan | Premyer Liqası | 29    | 0    |
| 2016/17 | Qəbələ FK | Azerbejdżan | Premyer Liqası | 13    | 0    |
| 2017/18 | Qəbələ FK | Azerbejdżan | Premyer Liqası | 18    | 0    |
| 2018/19 | Qəbələ FK | Azerbejdżan | Premyer Liqası | 21    | 0    |
| 2019/20 | Zirə Baku | Azerbejdżan | Premyer Liqası | 18    | 0    |
| 2020/21 | Zirə Baku | Azerbejdżan | Premyer Liqası | 25    | 0    |

## Kariera reprezentacyjna
Camalov w swojej karierze grał w młodzieżowych reprezentacjach Azerbejdżanu na szczeblach U-17, U-19 i U-21. W reprezentacji Azerbejdżanu zadebiutował 19 listopada 2019 w przegranym 0:2 meczu eliminacji do Euro 2020 ze Słowacją, rozegranym w Trnawie.